# مردمان تونگوز

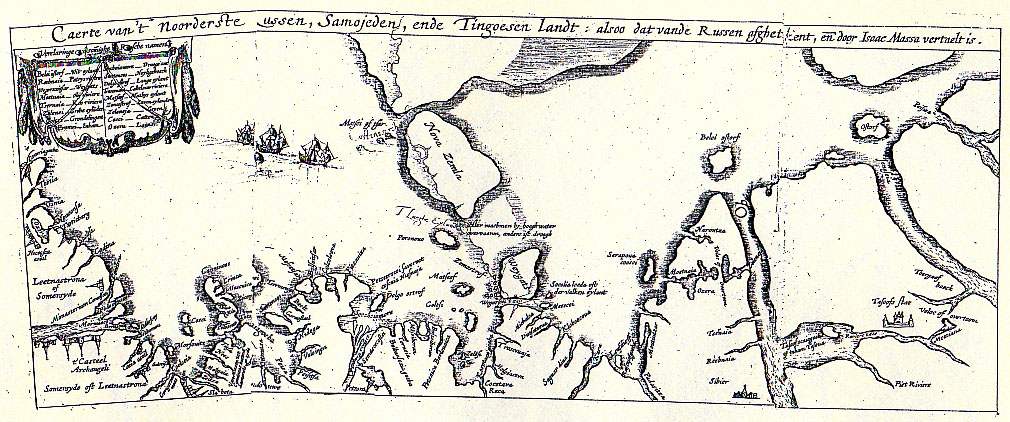
نقشه ای مربوط به سال ۱۶۱۲ که سرزمین‌های تونگوزها را نشان می‌دهد، اثر آیزاک ماسا

مردمان تونگوز گروهی از مردمان بومی سیبری هستند که به زبان‌های تونگوزی صحبت می‌کنند. آن‌ها در سیبری و شمال شرقی چین سکونت دارند. در طول قرن هفدهم، روسیه تزاری گسترشش را به سمت شرق سیبری ادامه داد و وارد سرزمین‌های تونگوز زبان شد. این گسترش قلمرو با انعقاد معاهده نرچینسک میان روسیه و چین در سال ۱۶۸۹ به پایان رسید. اولین توصیف از مردمان تونگوز که با انتشارش، به فراتر از قلمرو روسیه رفت و به سرتاسر اروپا رسید توسط جهانگرد هلندی آیزاک ماسا در سال ۱۶۱۲ بود. او پس از اقامت خود در مسکو اطلاعات دریافتی‌اش از روسیه را منتشر نمود.

## موقعیت

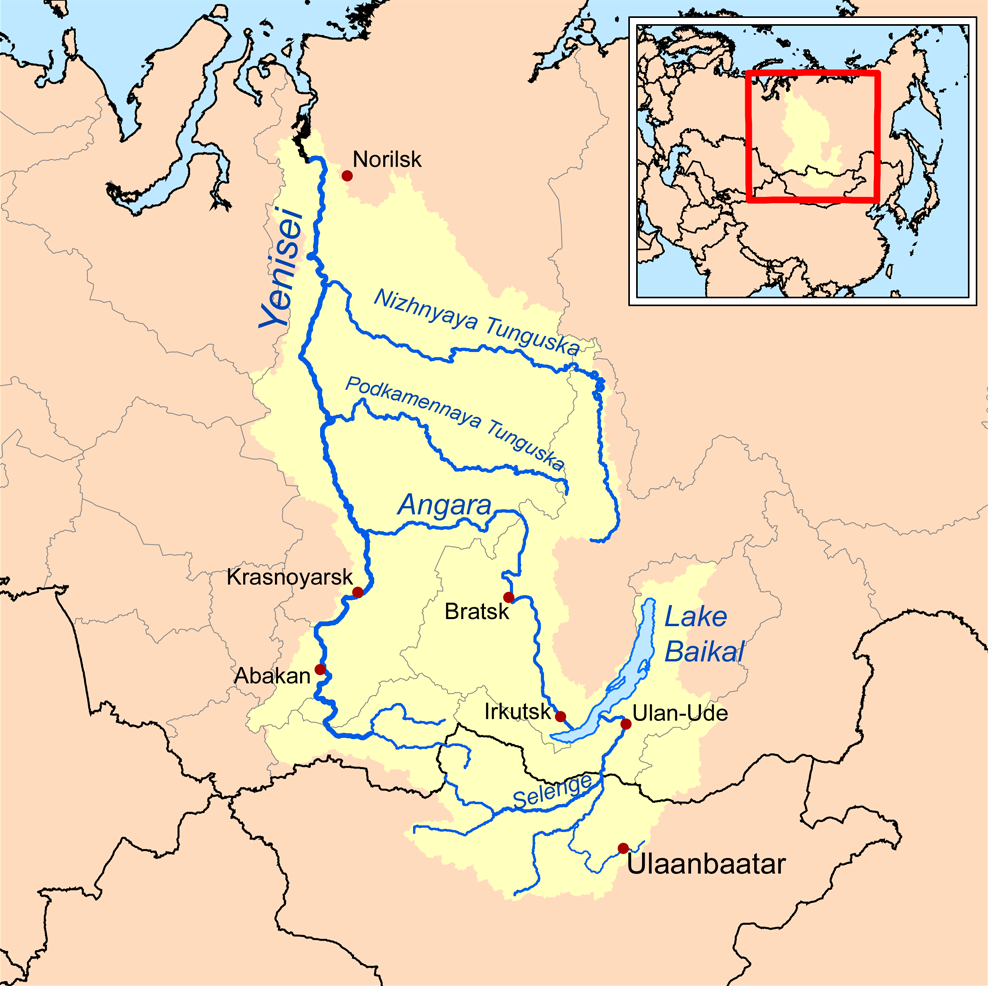
رودخانه‌های تونگوسکا، تشکیل دهندگان مرز غربی

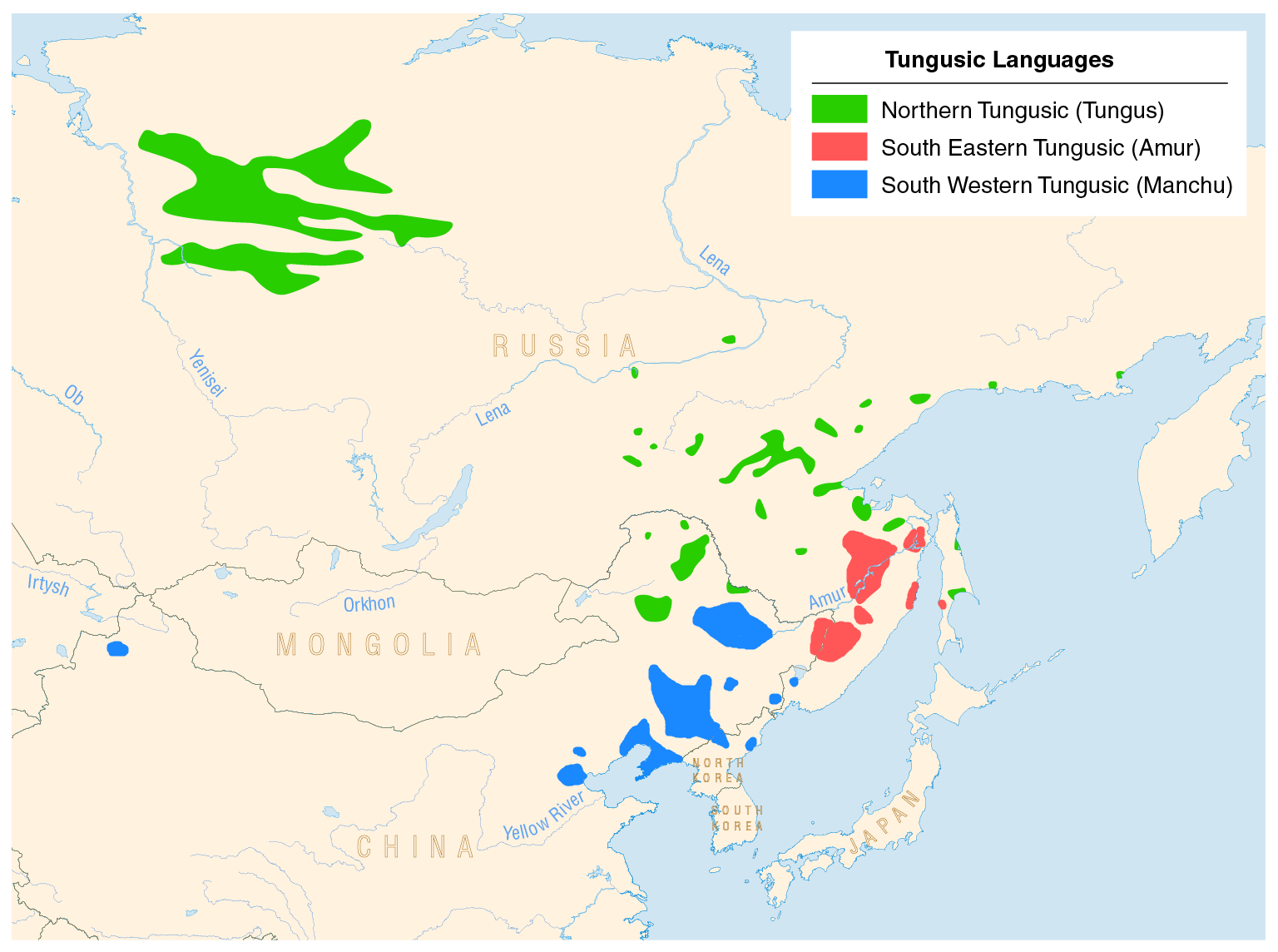
پراکندگی زبان‌های تونگوزی

کلمه تونگوز در اصل از واژهٔ تونگوسکا مشتق شده‌است، منطقه ای در شرق سیبری که در غرب به رودخانه‌های تونگوسکا و در شرق به اقیانوس آرام محدود شده‌است.
بزرگترین گروه مردمان تونگوز منچوها هستند که در قرن ۲۱ در حدود ۱۰ میلیون نفر جمعیت داشته‌اند. آنها در اصل ساکنان منطقه منچوری هستند که در حال حاضر جزئی از شمال شرقی چین و خاور دور روسیه است. پس از فتح چین در قرن هفدهم، آنها تقریباً به‌طور کامل با قوم هان در چین همگون‌سازی فرهنگی شده‌اند.

## تصاویر

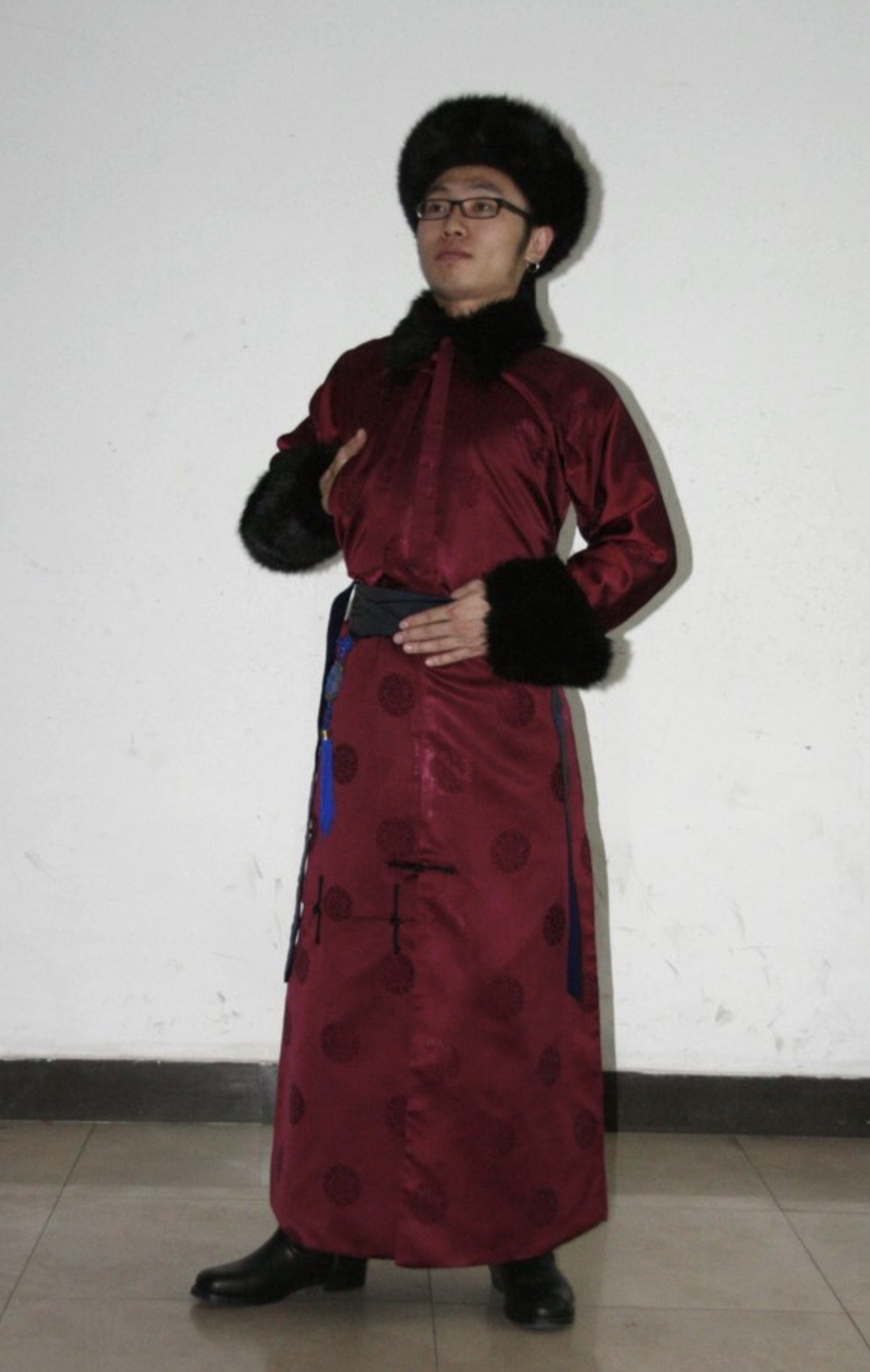

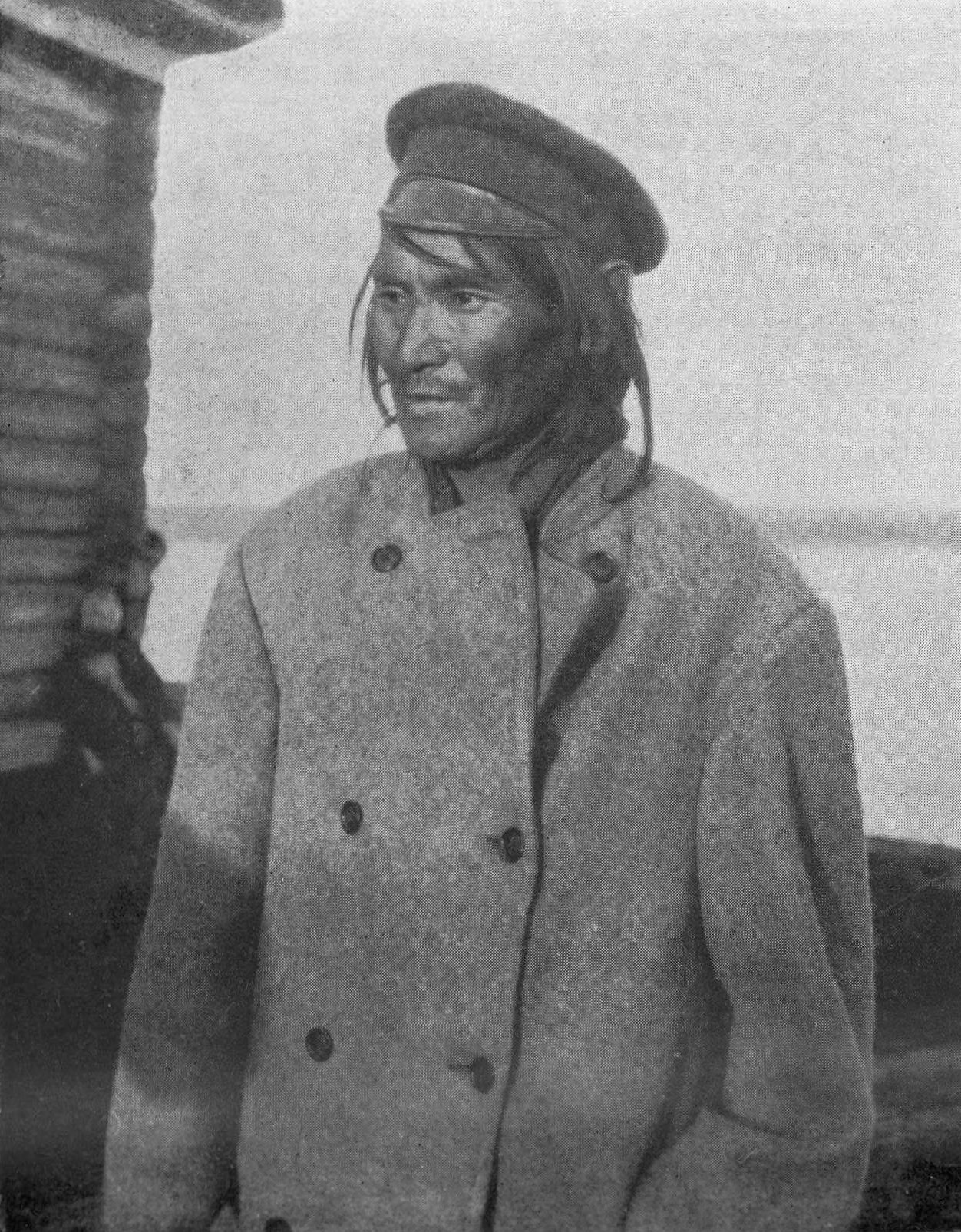

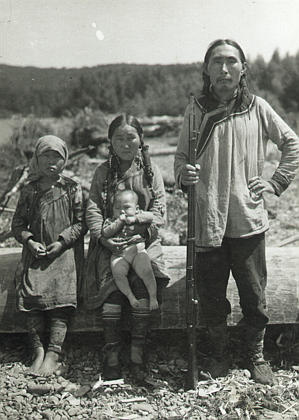